# Crossopetalum rostratum
Crossopetalum rostratum är en benvedsväxtart som först beskrevs av Ignatz Urban, och fick sitt nu gällande namn av Werner Hugo Paul Rothmaler. Crossopetalum rostratum ingår i släktet Crossopetalum och familjen Celastraceae. Utöver nominatformen finns också underarten C. r. grandifolium.